# Trio Grande
Trio Grande ist ein Jazzalbum von Will Vinson, Gilad Hekselman und Antonio Sánchez. Die am 18. und 19. April 2019 im Samurai Hotel Recording Studio in Astoria (Queens) entstandenen Aufnahmen erschienen am 13. November 2020 auf Whirlwind Recordings.

## Hintergrund
Der Gitarrist Gilad Hekselman, der Saxophonist Will Vinson und der Schlagzeuger Antonio Sánchez kamen zum ersten Mal im New Yorker Jazzlokal Cornelia Street Café zusammen und stellten fest, dass das basslose Trio-Format ihre individuellen und kreativen Impulse stimulierte. Das Trio gab 2018 sein Plattendebüt mit It’s Alright with Three, einem Album, das unter Vinsons Namen auf dem Label Criss Cross Jazz veröffentlicht wurde. Dieses Album enthielt eine Mischung aus Jazzstandards und Vinsons Kompositionen, während Trio Grande eine weitaus demokratischere und interaktivere Unternehmung darstelle, bei der das Trio eine kollektivere Gruppenidentität etabliere, schrieb Ian Mann. Alle drei Musiker brachten Kompositionen für diese neue Aufnahme mit, wobei Vinson zwei Melodien beisteuerte und Hekselman und Sanchez jeweils drei.
Die Musik erschien auf Compact Disc, Download und in limitierter Auflage auf einer Doppel-LP. Die LP-Ausgabe enthält drei Bonustracks: eine Komposition von Vinson, eine Coverversion von John Lennons „Jealous Guy“ und eine Interpretation von Charlie Hadens „Silence“.

## Titelliste
- Will Vinson / Gilad Hekselman / Antonio Sánchez: Trio Grande (Whirlwind Recordings WR4767)[2]

1. Northbound (Sánchez) 6:48
2. Elli Yeled Tov (Hekselman) 4:07
3. Oberkampf (Vinson) 7:36
4. Upside (Vinson) 5:46
5. Scoville (Hekselman) 8:06
6. Gocta (Sánchez) 9:01
7. Firenze (Sánchez) 9:23
8. Will You Let It (Hekselman) 6:08

## Rezeption
Nach Ansicht von Mike Jurkovic, der das Album in All About Jazz rezensierte, sei es dieser Band gelungen, sich mit Kühnheit und gleichermaßen von Vinsons kraftvoller Textur, Hekselmans ebenso Glockenspiel-artigen wie knurrigem Spiel und Sánchez’ schlauem, perkussivem Humor als Rückgrat, als kreative und intelligente Gruppe etablieren. Als Beispiel führt der Autor Hekselmans „Scoville“ an, „neun lebhaften Minuten Funk’n’Groove & Rock’n’Roll“. Dieser Track, der zwischen Songform und freiem Spiel hin und her springe, könnte allein das beste Exponat der ausgesprochen stimulierenden Gruppenenergie des Trios sein; ein weiteres Beispiel sei Sánchez’ fieberndes „Gocta“ oder Vinsons trügerisch poppiges „Upside“, Hekselmans „Elli Yeled Tov“ und „Northbound“, das von Riffs angetrieben werde, die aus den unteren Lagen des Gitarristen kämen, so dass man irgendwo einen Phantombassisten im Mix vermuten könnte.
Ebenfalls in All About Jazz schrieb Friedrich Kunzmann, Vinson sei hauptsächlich für die Entstehung des Trios verantwortlich, als er diese Gruppe für sein Criss-Cross-Album It’s Alright with Three (2018) zum ersten Mal zusammengestellt und begonnen habe, an ihrer einzigartigen Art der basslosen Improvisation zu arbeiten. Der Begriff „basslos“ könnte jedoch als etwas irreführend aufgefasst werden, schließlich ziehe Gilad Hekselman [im übertragenden Sinne] viele Saiten, um einen Dopplungseffekt auf seinem Instrument zu erzeugen, indem er Bassbereiche über Oktavpedal und Loops simuliere, die anschließend und manchmal gleichzeitig zu aufgedrehten Fuzz-Wänden einladen und schlüpfriges Gitarrensoli, um sich damit den [erzeugten] tiefen Frequenzlinien anzuschließen. Der Gitarrist habe sich zu einem Experten in dieser Doppelrolle entwickelt, nachdem er auf der Tour 2021 mit Ferenc Nemeths Freedom-Trio mit Chris Potter sowie mit John Raymonds Real Feels und seinem eigenen Trio-Projekt ZuperOctave mit Aaron Parks in einer basslosen Umgebung aufgetreten sei. Trio Grande, so Kunzmanns Resümee, sei [nach ihrem Debüt] eine noch selbstbewusstere Demonstration moderner Klanglandschaften, gemischt mit eingängigen Hooks – alles vor dem Hintergrund tiefer Wurzeln im Jazz.
Das Schöne an diesem Album sei, dass es weit mehr als eine All-Star-Session ist, schrieb Jeff Potter im Down Beat; hier würde eine außergewöhnliche Verbindung bestehen. Jeder Spieler bringe seine einzigartige Vision ein, aber die kollektive Summe sei etwas Frisches und Aufregendes. Die Jazz-Erdung des Trios umfasse erkennbar auch Rock-, Funk- und Weltmusik-Einflüsse. Obwohl das Trio auf einen Bassisten verzichte, würde Hekselman diese Rolle neu erfinden, indem er ein Oktavpedal verwende, um seine Gitarre zu „spalten“ und einen nebligen E-Bass-Sound zu erzeugen. Vinsons Altsaxophon-Solos seien durchweg atemberaubend. Sánchez’ Arbeit hinter dem Kit biete aggressive Grooves und ein leidenschaftliches Zusammenspiel, das niemals auf die Zehenspitzen trete. Mit seiner Variationsbreite schaffe er klanglich eine Leinwand, die eine mehrköpfige Präzisions-Percussion-Sektion suggeriere.
„Trio Grande“, ein Titel, der sicherlich dazu bestimmt sei, ein Bandname zu werden, stelle eine internationale „Supergroup“ dar, lobt Ian Mann (The Jazz Mann), die aus drei gefeierten Musikern bestehe, die jetzt in New York City leben. Für eine basslose Gruppe sei der Sound des Trios überraschend robust und muskulös, teilweise dank der Dynamik von Sanchez’ Schlagzeugspiel, aber auch dank einer überraschend kraftvollen Darbietung des zurückhaltenderen Hekselman, der etwas vom Geist seines eigenen Ask for Chaos-Aufnahmen [von 2018] in diese Darbietungen kanalisiere. Gegensätzliche, aber hochintelligente und raffinierte Kompositionen, kombiniert mit einem experimentierfreudigen Geist und einem wahrhaft virtuosen Spiel, würden „Trio Grande“ zu einer äußerst aufregenden Angelegenheit machen.